# 中国驻科特迪瓦大使列表
本列表为中華民國和中華人民共和國驻科特迪瓦历任大使名录。

## 历任中国驻科特迪瓦大使

### 中华民国驻科特迪瓦大使（1963年－1983年）
1963年7月20日，中华民国与科特迪瓦建交并于同年10月14日设置驻科特迪瓦大使馆，1965年起派遣驻科特迪瓦大使。1983年3月3日，两国断交。4月17日闭馆。
| 姓名   | 任命           | 到任           | 递交国书      | 免职          | 离任          | 外交衔级 | 外交职务     | 备注 | 备注 |
| ------ | -------------- | -------------- | ------------- | ------------- | ------------- | -------- | ------------ | ---- | ---- |
| 沈祖浔 | 1963年10月14日 | 1963年12月19日 |               |               | 1965年7月10日 | 参事     | 临时代办     |      |      |
| 段茂澜 | 1965年5月24日  | 1965年7月10日  | 1965年8月4日  | 1968年7月30日 |               | 大使     | 特命全权大使 |      |      |
| 芮正皋 | 1968年7月30日  | 1968年9月17日  | 1968年10月2日 |               | 1983年3月20日 | 大使     | 特命全权大使 |      |      |

### 中华人民共和国驻科特迪瓦大使（1983年至今）
1983年3月2日，中华人民共和国与科特迪瓦建交，并开始派遣驻科特迪瓦大使。
| 姓名   | 任命           | 任命           | 到任          | 递交国书       | 免职           | 免职           | 离任          | 外交衔级 | 外交职务     | 备注     |
| 姓名   | 全国人大常委会 | 主席           | 到任          | 递交国书       | 全国人大常委会 | 主席           | 离任          | 外交衔级 | 外交职务     | 备注     |
| ------ | -------------- | -------------- | ------------- | -------------- | -------------- | -------------- | ------------- | -------- | ------------ | -------- |
| 邢耿   | 不適用         | 不適用         | 1983年8月30日 | 1983年9月9日   | 不適用         | 不適用         | 1984年2月     |          | 临时代办     | 筹备开馆 |
| 祝成才 | 1983年9月2日   | 1984年4月4日   | 1984年2月11日 | 1984年2月23日  | 1988年1月21日  | 1988年4月19日  | 1988年4月     | 大使     | 特命全权大使 |          |
| 蔡再杜 | 1988年1月21日  | 1988年4月19日  | 1988年5月     | 1988年11月3日  | 1993年7月2日   | 1993年8月30日  | 1993年8月     | 大使     | 特命全权大使 |          |
| 刘立德 | 1993年7月2日   | 1993年8月30日  | 1993年9月3日  | 1994年3月4日   | 1998年6月26日  | 1999年3月12日  | 1999年3月     | 大使     | 特命全权大使 |          |
| 赵宝珍 | 1998年6月26日  | 1999年3月12日  | 1999年4月     | 1999年5月26日  | 2003年4月26日  | 2003年11月18日 | 2003年11月    | 大使     | 特命全权大使 |          |
| 马志学 | 2003年4月26日  | 2003年11月18日 | 2003年11月    | 2003年12月10日 | 2007年2月28日  | 2007年12月6日  | 2007年7月     | 大使     | 特命全权大使 |          |
| 魏文华 | 2007年8月30日  | 2007年12月6日  | 2007年11月    | 2007年12月20日 | 2011年10月29日 | 2012年2月17日  | 2012年1月     | 大使     | 特命全权大使 |          |
| 张国庆 | 2011年10月29日 | 2012年2月17日  | 2012年2月3日  | 2012年2月15日  | 2014年12月28日 | 2015年7月3日   | 2015年6月26日 | 大使     | 特命全权大使 |          |
| 唐卫斌 | 2014年12月28日 | 2015年7月3日   | 2015年6月29日 | 2015年7月16日  | 2018年12月29日 | 2019年6月12日  | 2019年4月     | 大使     | 特命全权大使 |          |
| 万黎   | 2018年12月29日 | 2019年6月12日  | 2019年5月14日 | 2019年5月23日  |                | 2023年5月9日   | 2022年12月    | 大使     | 特命全权大使 |          |
| 吴杰   |                | 2023年5月9日   | 2023年5月2日  | 2023年7月13日  | 现任           |                |               | 大使     | 特命全权大使 |          |